# پایگاه نهم شکاری بندرعباس

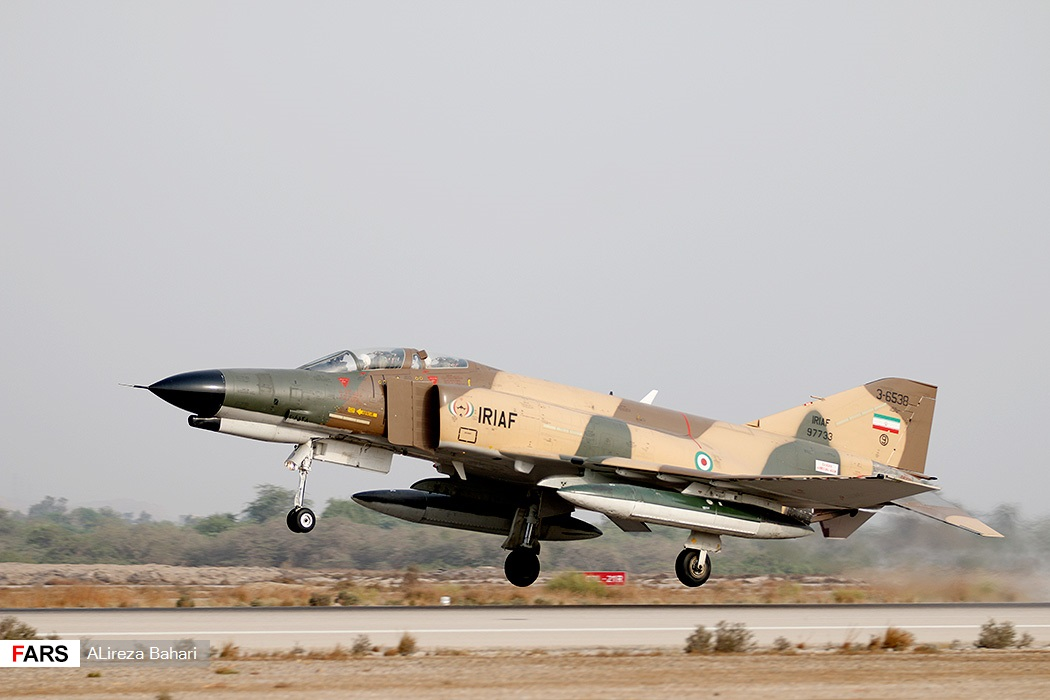
هواپیمای اف-۴ در حال بلند شدن از پایگاه هوایی بندرعباس در سال ۱۳۹۷

پایگاه نهم شکاری بندرعباس از پایگاه‌های شکاری نیروی هوایی ارتش ایران است، که در استان هرمزگان قرار دارد. این پایگاه بخشی از فرودگاه بین‌المللی بندرعباس است و نزدیک‌ترین پایگاه هوایی ایران به خلیج فارس محسوب می‌شود، که وظیفه اصلی آن پوشش هوایی منطقه تنگه هرمز می‌باشد. پایگاه نهم شکاری دارای ۲ گردان از هواپیماهای جنگنده مک‌دانل داگلاس اف-۴ فانتوم ۲ بنام‌های گردان ۹۱ شکاری اف-۴ و گردان ۹۲ شکاری اف-۴ است. این پایگاه در خلال جنگ ایران و عراق از یگان‌های رزمی نیروی هوایی ایران محسوب می‌شد و ۹۰ نفر از نیروهای آن در طول جنگ کشته شدند. هم‌اکنون سرتیپ‌دوم خلبان محسن حیدریان فرماندهی پایگاه نهم شکاری بندرعباس را برعهده دارد.